# Joelija Kozyrjeva
Joelija Gennadijevna Kozyrjeva (Russischː Юлия Геннадьевна Козырева) (Kolomna, 20 maart 1992) is een Russisch langebaanschaatsster.
In 2014 naam Kozyrjeva deel aan de WK Sprint.

## Records

### Persoonlijke records[2]
| Afstand    | Tijd    | Datum             | Baan    |
| ---------- | ------- | ----------------- | ------- |
| 500 meter  | 38,82   | 6 maart 2014      | Kolomna |
| 1000 meter | 1.18,68 | 13 oktober 2013   | Kolomna |
| 1500 meter | 2.04,00 | 25 september 2010 | Calgary |
| 3000 meter | 4.32,27 | 13 maart 2007     | Kolomna |

## Resultaten
| Jaar | WK Sprint                | WK Afstanden |
| ---- | ------------------------ | ------------ |
| 2014 | 17e (16e, 20e, 12e, 20e) |              |
| 2015 |                          | 19e 500m     |

(#, #, #, #) = afstandspositie op sprinttoernooi (500m, 1000m, 500m, 1000m).